# Spinhuis

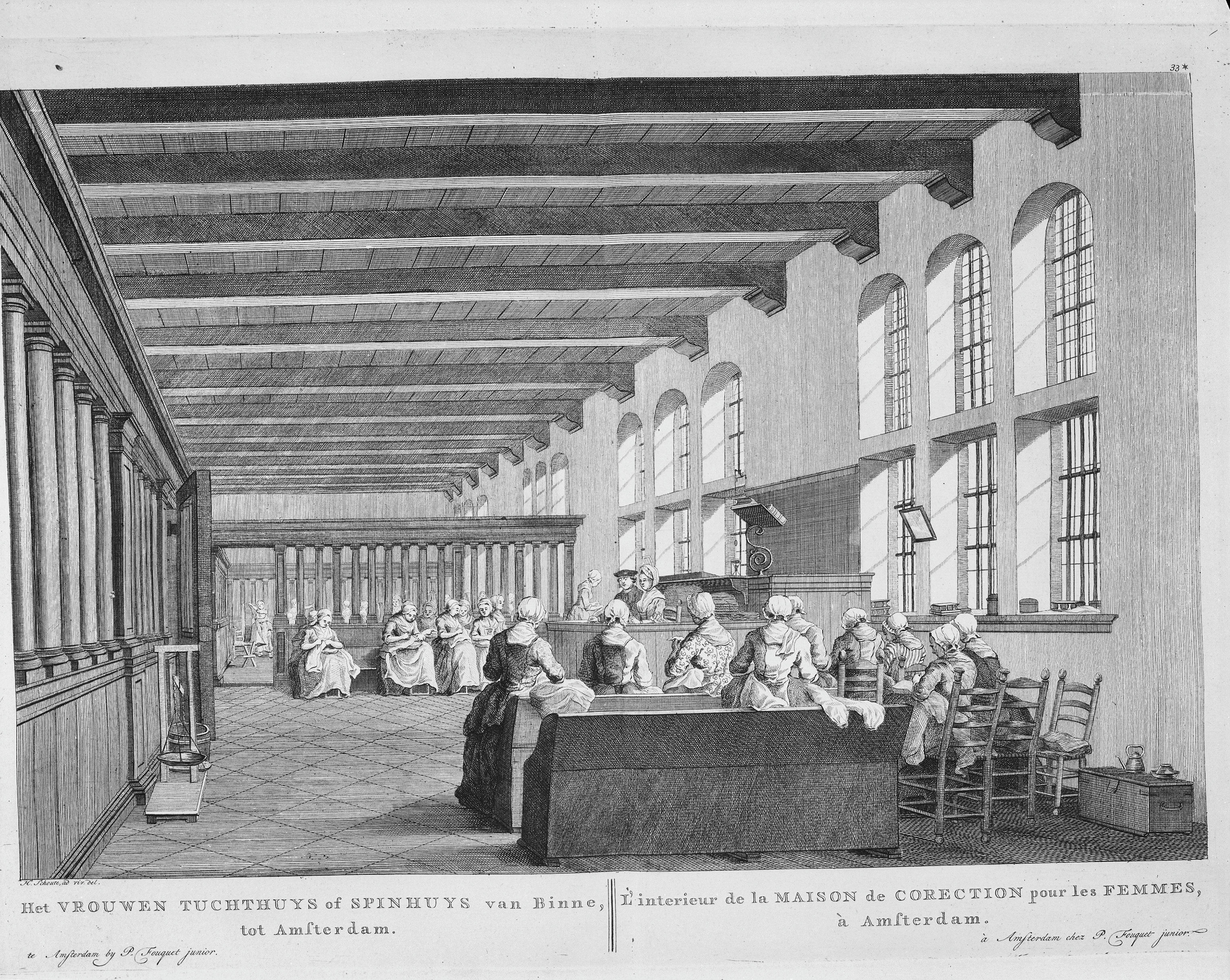
Het Spinhuis in Amsterdam aan de Oudezijds Achterburgwal in het voormalige Sint-Ursulaklooster (tekening H.P. Schouten, 1783)

Een spinhuis was een werkhuis of fabriekshuis waar een aantal mensen bijeen waren die dezelfde of een gelijksoortige activiteit ontplooiden, in dit geval spinnen.  Het was een van de voorlopers van de fabriek.
Dit begrip is vooral bekend in de betekenis van een tuchthuis voor vrouwen. Een gevangenis waar vrouwelijke gedetineerden onder vaak erbarmelijke omstandigheden dwangarbeid moesten verrichten met als nevendoel de bestraften weer op het goede pad te brengen. De veroordeelde vrouwen zaten in een grote zaal waar ze moesten spinnen en naaien. Bekende spinhuizen in genoemde betekenis waren het Spinhuis (Amsterdam) en die in Gouda en Zwolle.
In zulke spinhuizen zaten twee soorten gedetineerden. De eerste groep bestond uit vrouwen die waren veroordeeld voor diefstal of grotere vergrijpen, bedelaressen, landloopsters, die zich aan hoererij in bordelen en herbergen schuldig maakten, of die waren opgepakt wegens dronkenschap of overspel. De andere groep bestond uit vrouwen die op kosten van hun familie voor heropvoeding naar de gevangenis werden verwezen.
Voor de mannen bestond bijvoorbeeld het rasphuis in Amsterdam.
Spinhuizen kwamen echter ook buiten gevangenissen voor. Ook sommige kloosters en abdijen kenden namelijk dergelijke inrichtingen. In Achel is nog een dergelijk gebouw bewaard gebleven.